# Sabrinadekolletage

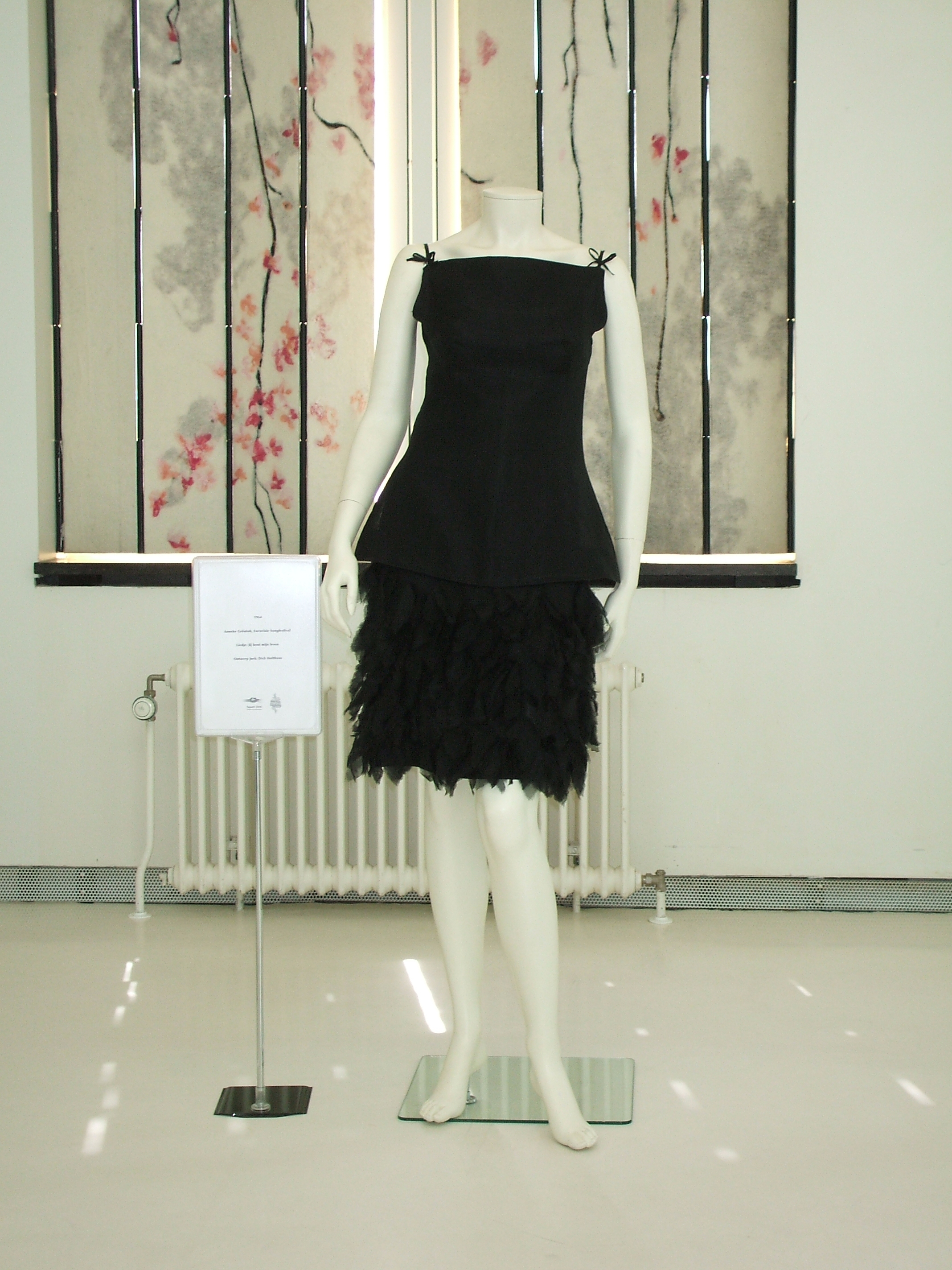
Sabrinadekolletage

Sabrinadekolletage är ett högt sittande dekolletage (décolleté bateau) uppkallat efter filmen Sabrina från 1954, där Givenchy skapade en svart aftonklänning i duchesse åt Audrey Hepburn med båtringning och rosetter som fästes vid axeln. 
Edith Head, Hollywoods legendariska dräktdesigner, tog åt sig äran för både den klänningen och övriga kläder Givenchy designade, när hon mottog en Oscar för "Sabrinas" dräkter.